# باول أوكتاف إيبرت
باول أوكتاف إيبرت (بالإنجليزية: Paul Octave Hébert)‏ هو مهندس أمريكي، ولد في 12 ديسمبر 1818 في مقاطعة إبيرفيل في الولايات المتحدة، وتوفي بنفس المكان في 29 أغسطس 1880.